# 寬頻電視
寬頻電視是一種使用寬頻網絡作為介質傳送電視信息的一種系統，當中以IPTV最為普遍。寬頻電視是指所有以寬頻網絡傳送的電視頻道，包括收費和免費、數碼和模擬的服務。與網絡電視相似，寬頻電視的頻寬並非固定，而是使用開放的系統進行放送。

## 服務供應商

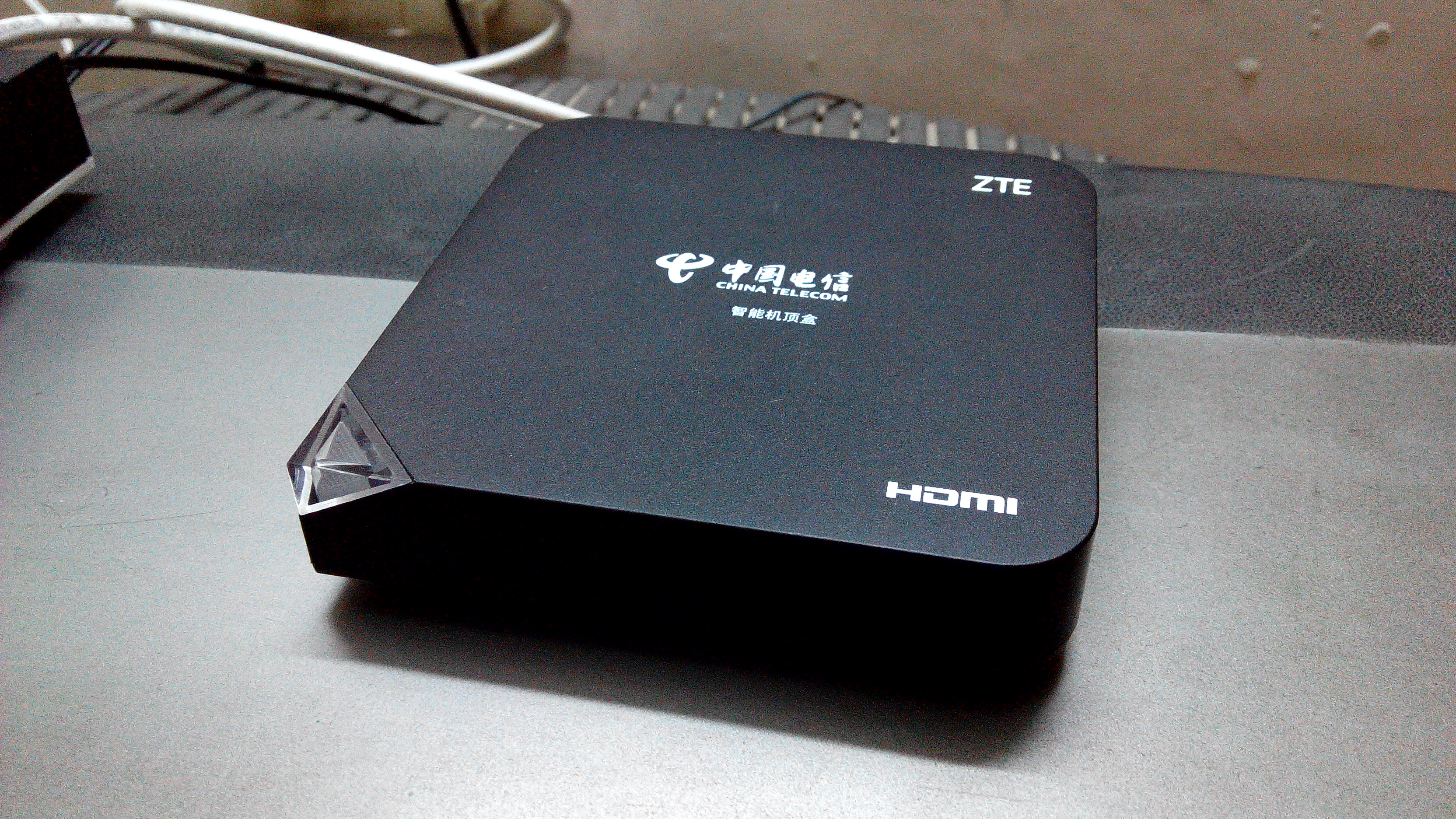
中国电信IPTV的接收盒

- 中国大陆：中国电信IPTV、中国联通IPTV、中国移动IPTV
- 香港：now TV（IPTV）
- 美國：medioh!
- 台灣：中華電信MOD
- 马来西亚: unifi TV、Astro Byond IPTV
- 新加坡：新电信电视